# آیوزه پرز
آیوزه پرز گوتیرز (اسپانیایی: Ayoze Pérez Gutiérrez‎؛ زادهٔ ۲۹ ژوئیهٔ ۱۹۹۳) بازیکن فوتبال اهل اسپانیا است که به صورت قرضی برای باشگاه رئال بتیس بازی می‌کند.
از باشگاه‌هایی که در آن بازی کرده‌است می‌توان به تنریف، نیوکاسل و لستر سیتی اشاره کرد.